# Кодола, Владислав Александрович
Владисла́в Алекса́ндрович Кодо́ла (род. 30 октября 1996, Гомель) — белорусский и российский хоккеист, нападающий сборной Белоруссии. До 2020 года выступал за сборную России.

## Биография

### Клубная карьера
Начинал заниматься хоккеем в Гомеле, но из-за падения уровня белорусского хоккея в 14 лет переехал в Санкт-Петербург, а затем практически сразу в Череповец, получив предложение перейти в систему «Северстали» после нескольких игр по северо-западному округу среди юношей.
Играя в школе «Северстали», всегда ходил на матчи главной команды и мечтал за неё сыграть. За юношеские команды Северстали" выступал на многочисленных турнирах. На этом уровне играл под 87-м номером в свитере Вадима Шипачёва, отданном из первой команды в юниорскую после перехода в СКА.
В 2012 году был выбран на драфте юниоров КХЛ во втором раунде под 62-м номером «Северсталью», а также на драфте ОХЛ клубом «Сарния Стинг» в первом раунде под 29-м номером.
На молодёжном уровне дебютировал за череповецкий «Алмаз» на предсезонном турнире МХЛ, после чего практически сразу уехал в Северную Америку, где подписал контракт с командой ОХЛ «Сарния Стинг», за которую в то время играли другие россияне Николай Голдобин и Никита Коростелёв, а также топ-проспекты НХЛ Джордан Кайру, Тони ДеАнжело, Коннор Мёрфи, Павел Заха, Джейкоб Чикран.
В январе 2015 перешёл в другой клуб ОХЛ «Сагино Спирит», где выступал с россиянами Никитой Серебряковым и Артёмом Артёмовым. За «Сагино Спирит» также провёл 4 игры в плей-офф лиги.
В том же году принял решение вернуться в Череповец и продолжить играть за «Алмаз». Дебютировал в КХЛ за «Северсталь» 18 сентября 2016 года в матче против астанинского «Барыса». В сезоне КХЛ 2018/19 стал полноценным игроком основного состава.
В декабре 2021 году был включён в состав на матч звёзд КХЛ 2022, который впоследствии перенесли.
18 июня 2022 года в результате обмена перешёл в московское «Динамо». 12 июля 2023 года перешёл в минское «Динамо» в обмен на денежную компенсацию.
Сезон-2024/25 начал в составе казахстанского «Барыса», впоследствии на короткое время присоединился к «Нефтехимику» из Нижнекамска. Суммарно за оба клуба провел в КХЛ 13 матчей без результативных баллов. В ноябре 2024 года форвард подписал двухстороннее соглашение с нижегородским «Торпедо». В соответствии с его условиями клуб получил право использовать Кодолу в своем фарме в ВХЛ, то есть в «Торпедо» из Горького. С белорусом в составе «Торпедо» из Горького стало победителем финальной серии ВХЛ, обыграв воскресенский «Химик» (итог серии — 4-2).
В июне 2025 года подписал контракт с новокузнецким «Металлургом» из Всероссийской хоккейной лиги.

### В сборной
В 2013 за юниорскую сборную России участвовал в мемориале Глинки/Гретцки. Набрал 2 очка в 4 играх. В составе команды были Даниил Вовченко и Кирилл Пилипенко, через 8 лет ставшие партнёрами Владислава по звену в «Северстали».
Осенью 2019 года в составе сборной России принял участие в Кубке Германии. В 3 матчах набрал 3 очка. В декабре того же года в составе сборной России участвовал турнире NaturEnergie Challenge Visp.
Из-за выступлений за сборную России получал много критики от белорусских болельщиков. Сам Владислав себя считает наполовину русским.
В начале 2020 года принял решение перейти в сборную Белоруссии.
В феврале 2020 в качестве капитана сборной Белоруссии участвовал в Kaufland Cup 2020.
Весной 2021 года представлял сборную Белоруссии на чемпионате мира, куда отправился с травмой, однако быстро восстановился. Принял участие в 6 играх и набрал 3 очка.

### Клубная статистика
|             |                  |             |     | Регулярный сезон | Регулярный сезон | Регулярный сезон | Регулярный сезон | Регулярный сезон | Регулярный сезон |   | Плей-офф | Плей-офф | Плей-офф | Плей-офф | Плей-офф | Плей-офф |
| Сезон       | Команда          | Лига        | И   | Г                | П                | О                | +/−              | Штр              | И                | Г | П        | О        | +/−      | Штр      |          |          |
| 2013/14     | Сарния Стинг     | ОХЛ         | 65  | 7                | 22               | 29               | -41              | 10               | —                | — | —        | —        | —        | —        |          |          |
| 2014/15     | Сарния Стинг     | ОХЛ         | 31  | 3                | 9                | 12               | -1               | 6                | —                | — | —        | —        | —        | —        |          |          |
| 2014/15     | Сагиноу Спирит   | ОХЛ         | 25  | 4                | 6                | 10               | -13              | 12               | 4                | 1 | 1        | 2        | -4       | 4        |          |          |
| 2015/16     | Алмаз            | МХЛ         | 34  | 6                | 16               | 22               | 11               | 16               | 8                | 1 | 0        | 1        | 4        | 0        |          |          |
| 2016/17     | Северсталь       | КХЛ         | 8   | 0                | 3                | 3                | 1                | 2                | —                | — | —        | —        | —        | —        |          |          |
| 2016/17     | Алмаз            | МХЛ         | 18  | 6                | 4                | 10               | 9                | 10               | 11               | 1 | 12       | 13       | 4        | 24       |          |          |
| 2016/17     | Ижсталь          | ВХЛ         | 16  | 4                | 6                | 10               | 2                | 2                | —                | — | —        | —        | —        | —        |          |          |
| 2017/18     | Северсталь       | КХЛ         | 6   | 0                | 0                | 0                | -2               | 2                | 3                | 0 | 1        | 1        | 0        | 6        |          |          |
| 2017/18     | Ижсталь          | ВХЛ         | 41  | 8                | 13               | 21               | -7               | 16               | —                | — | —        | —        | —        | —        |          |          |
| 2018/19     | Северсталь       | КХЛ         | 45  | 7                | 7                | 14               | -7               | 4                | —                | — | —        | —        | —        | —        |          |          |
| 2018/19     | Ижсталь          | ВХЛ         | 4   | 1                | 1                | 2                | -1               | 2                | —                | — | —        | —        | —        | —        |          |          |
| 2019/20     | Северсталь       | КХЛ         | 57  | 7                | 13               | 20               | -1               | 14               | —                | — | —        | —        | —        | —        |          |          |
| 2020/21     | Северсталь       | КХЛ         | 54  | 9                | 23               | 32               | 13               | 26               | 5                | 2 | 0        | 2        | 0        | 0        |          |          |
| 2021/22     | Северсталь       | КХЛ         | 47  | 12               | 12               | 24               | 4                | 10               | 7                | 0 | 0        | 0        | -4       | 2        |          |          |
| 2022/23     | Динамо Москва    | КХЛ         | 53  | 6                | 14               | 20               | -1               | 8                | 3                | 0 | 1        | 1        | -2       | 0        |          |          |
| 2023/24     | Динамо Минск     | КХЛ         | 45  | 3                | 11               | 14               | -3               | 16               | —                | — | —        | —        | —        | —        |          |          |
| 2024/25     | Барыс            | КХЛ         | 12  | 0                | 0                | 0                | -4               | 6                |                  |   |          |          |          |          |          |          |
| 2024/25     | Нефтехимик       | КХЛ         | 1   | 0                | 0                | 0                | -1               | 0                |                  |   |          |          |          |          |          |          |
| 2024/25     | Торпедо          | КХЛ         | 15  | 1                | 1                | 2                | -4               | 2                | —                | — | —        | —        | —        | —        |          |          |
| 2024/25     | →Торпедо-Горький | ВХЛ         | 25  | 3                | 9                | 12               | 3                | 6                | 23               | 1 | 4        | 5        | -3       | 4        |          |          |
| Всего в КХЛ | Всего в КХЛ      | Всего в КХЛ | 353 | 45               | 84               | 129              | -5               | 90               | 15               | 2 | 1        | 3        | -6       | 2        |          |          |
| Всего в ВХЛ | Всего в ВХЛ      | Всего в ВХЛ | 86  | 16               | 29               | 45               | -3               | 26               | 23               | 1 | 4        | 5        | -3       | 4        |          |          |